# Iglesia Matriz de Vila do Conde
La iglesia Matriz de Vila do Conde (en portugués Igreja Matriz de Vila do Conde) es un edificio de principios del siglo XVI notable por su ornamentación manuelina del pórtico, atribuido a João de Castilho.
Se consagró en 1518, y ha recibido múltiples añadidos como la torre campanario del siglo XVII. El interior está formado por tres naves, separadas por columnas esculturadas, y ábside.